# Grace Akallo
Grace Akallo (nascida em 1981) é uma mulher ugandense sequestrada em 1996 para ser usada como criança-soldado no Exército de Resistência do Senhor (Lord's Resistance Army, LRA), um grupo armado rebelde liderado por Joseph Kony. 

## Biografia
Ao ser sequestrada, Akallo tinha quinze anos e frequentava o St. Mary's College, um internato católico em Aboke, Uganda. Permaneceu no Exército de Resistência do Senhor por sete meses antes de escapar. Posteriormente, Akallo retornou ao St. Mary's College  para terminar o ensino médio. Ela começou seus estudos universitários na Universidade Cristã de Uganda, mas terminou sua graduação no Gordon College em Massachusetts depois de receber uma bolsa de estudos nos Estados Unidos. Akallo então recebeu seu mestrado pela Clark University. Em seguida, passou a trabalhar como defensora da paz e dos direitos das mulheres e crianças africanas. Ela tem usado tanto a sua experiência como criança-soldado como a informação que adquiriu no seu ensino superior para advogar contra a violência e a utilização de crianças-soldados, bem como para ajudar a aconselhar outras crianças-soldados fugitivas como ela.
Desde então, Akallo trabalhou para diferentes organizações, como o Sister Rachelle Rehabilitation Centre e a World Vision, bem como trabalhou em vários projetos diferentes de advocacia, incluindo a contribuição para a aprovação de alterações à Lei de Responsabilidade das Crianças Soldados de 2008  e proferiu discursos sobre a sua experiência como ex-criança-soldado. Akallo também fundou uma organização sem fins lucrativos nos Estados Unidos chamada United Africans for Women and Children's Rights (UAWCR), com o objetivo de proteger os direitos das mulheres e crianças africanas; e co-fundou a Network of Young People Affected by War através da UNICEF. Vários textos biográficos e documentários foram escritos e produzidos documentando as experiências de Akallo e de suas colegas crianças-soldados, principalmente a autobiografia de 2007; Girl Soldier: A Story of Hope for Northern Uganda's Children, em coautoria com Faith J. H. McDonnell, a biografia de 2015 Grace Akallo and the Pursuit of Justice for Child Soldiers escrita por Kem Knapp Sawyer, e o documentário de 2010 Grace, Milly, Lucy... Child Soldiers produzido por Raymonde Provencher.